# 金沢中央郵便局
金沢中央郵便局（かなざわちゅうおうゆうびんきょく）は、石川県金沢市にある郵便局。民営化前の分類では集配普通郵便局であった。

## 概要
住所：〒920-8799 石川県金沢市三社町1-1

### 併設施設
- ゆうちょ銀行金沢支店：取扱店番号310010
北陸3県（石川県、富山県、福井県）に所在する支店を受け持つ統括店であり、石川県内で唯一の同行直営店である。
- なお、かんぽ生命保険金沢支店は日本郵政グループ金沢ビル内に設置されている。
- 民営化前は当局に「金沢中央郵便局共通事務センター」が置かれていた（実際の所在地は金沢市本町二丁目の旧金沢鉄道郵便局局舎）。

### 分室
分室はなし。かつては以下の分室が存在した。
- 金沢医療センター内分室 (31001B) - 国立金沢病院内分室として開設。2004年（平成16年）の国立病院の独立行政法人化に伴う病院名の改称に併せて、分室名を改称した。2007年（平成19年）、郵政民営化に先立ち、金沢南郵便局へ所属の変更を行った。現在は金沢医療センター内簡易郵便局。
- 金沢駅内分室 (31001C) - 郵便のみ取扱を行っていた。1997年（平成9年）に廃止。代替として金沢駅内郵便局が設置された。
- 鳴和分室 - 逓信局内分室として開設。1963年（昭和38年）に廃止された。
- 同盟通信社金沢支局内分室 - 1949年（昭和24年）に廃止。

## 沿革
- 1872年（明治5年）旧7月 - 金沢郵便取扱所として開設[1]。
- 1873年（明治6年） - 金沢郵便役所となる[1]。
- 1875年（明治8年）1月1日 - 金沢郵便局（二等）となる。翌日より為替取扱を開始[1]。
- 1877年（明治10年） - 貯金取扱を開始[1]。
- 1885年（明治18年） - 電信取扱を開始[1]。
- 1889年（明治22年）9月1日 - 金沢郵便電信局となる[1]。
- 1903年（明治36年）4月1日 - 通信官署官制の施行に伴い金沢郵便局となる[1]。
- 1947年（昭和22年）8月21日 - 金沢市鳴和町の金沢逓信局構内に逓信局内分室を開設[2]
- 1948年（昭和23年）12月1日 - 国立金沢病院内分室を設置。
- 1949年（昭和24年）
  - 1月31日 - 同盟通信社金沢支局内分室を廃止。
  - 7月6日 - 逓信局内分室を郵政局内分室に改称。
- 1956年（昭和31年）10月1日 - 郵政局内分室および国立金沢病院内分室において電話通話および和文電報受付事務の取扱を開始。
- 1957年（昭和32年）2月1日 - 電話通話および和文電報受付事務の取扱を開始。
- 1958年（昭和33年）11月11日 - 電話通話および和文電報受付事務の取扱を金沢電話局に移管。
- 1960年（昭和35年）
  - 1月11日 - 再び、電話通話および和文電報受付事務の取扱を開始。
  - 11月14日 - 郵政局内分室を鳴和分室に改称。
- 1963年（昭和38年）11月1日 - 鳴和分室を廃止。
- 1967年（昭和42年）6月1日 - 金沢中央郵便局に改称。
- 1973年（昭和48年）10月8日 - 金沢市尾張町一丁目から、同市三社町に局舎を新築、移転。
- 1982年（昭和57年）11月 - 局舎落成。
- 1986年（昭和61年）3月 - 日本海縦貫線を経由する鉄道郵便輸送（大阪青森線）が廃止[3]。
- 1987年（昭和62年）6月1日 - 金沢市木ノ新保町のJR金沢駅構内に金沢駅内分室を設置。取扱は郵便業務に限る。
- 1991年（平成3年）10月1日 - 外国通貨の両替及び旅行小切手の売買に関する業務を開始。
- 1997年（平成9年）4月1日 - 金沢駅内分室を廃止。
- 2002年（平成14年）10月7日 - 郵便番号の上2桁が92で始まる地域（石川県全域）の地域区分局業務を新金沢郵便局へ移管。
- 2004年（平成16年）4月1日 - 国立金沢病院内分室を金沢医療センター内分室に改称[4]。
- 2006年（平成18年）10月10日 - 森本郵便局、浅川郵便局からそれぞれ「920-01xx」「920-31xx」「920-11xx」区域の集配業務を移管。
- 2007年（平成19年）
  - 7月30日 - 金沢医療センター内分室を金沢南郵便局に移管。
  - 10月1日 - 民営化に伴い金沢中央郵便局共通事務センターを廃止、併設された郵便事業金沢支店、ゆうちょ銀行金沢支店に一部業務を移管。
- 2012年（平成24年）10月1日 - 日本郵便株式会社の発足に伴い、郵便事業金沢支店を金沢中央郵便局に統合。
- 2017年（平成29年）4月1日 - ゆうゆう窓口の24時間営業を廃止。

## 取扱内容

### 金沢中央郵便局
- 郵便、印紙、ゆうパック、内容証明
- 生命保険、バイク自賠責保険、自動車保険、がん保険、引受条件緩和型医療保険 - 平日18時まで営業。
- 地方公共団体事務（金沢市ごみ処理券の販売）
- 「920-00xx」「920-01xx」「920-08xx」「920-09xx」「920-11xx」「920-31xx」区域（金沢市内の一部地域）の集配業務
- ゆうゆう窓口

### ゆうちょ銀行金沢支店
- 貯金、貸付、為替、振替、振込、国際送金、外貨両替、国債、投資信託、変額年金保険、住宅ローン - 平日18時まで営業。
- ATM

## 風景印
- 表記は『金沢中央』
- 図案は『兼六園』・『ことじ灯籠』・『花菖蒲』・重要文化財『金沢城石川門』
- 使用開始日は1967年（昭和42年）6月1日
かつて存在した金沢広坂郵便局も表記が違うだけで、同じ印影の風景印である。

### 過去の風景印
- 1948年（昭和23年）1月1日 - 1967年（昭和42年）5月31日
  - 表記は『金沢』
  - 図案は『兼六園』・『ことじ灯籠』・『花菖蒲』・重要文化財『金沢城石川門』
- 2007年（平成19年）10月1日 - 2012年（平成24年）9月30日
  - 表記は『金沢』
  - * 図案は『兼六園』・『ことじ灯籠』・『花菖蒲』・重要文化財『金沢城石川門』
民営化に伴いゆうゆう窓口に配備

## 周辺
- 金沢北年金事務所
- 石川県女性センター

## アクセス
- 北陸新幹線・IRいしかわ鉄道線 金沢駅（東口）および北陸鉄道浅野川線 北鉄金沢駅から昭和大通りを南西に徒歩約13分
- 北陸鉄道バス 三社停留所下車
- 北陸自動車道 金沢西ICから東へ、金沢東ICから南西へそれぞれ約5km
- 駐車場あり：25台